# Somebody Else
‘Somebody Else’는 잉글랜드의 록 밴드 The 1975의 노래로, 두 번째 정규 음반 “I Like It When You Sleep, for You Are So Beautiful Yet So Unaware of It”의 싱글로 수록되었다. 2016년 2월 15일 발매되었으며, 미국의 얼터너티브 송 차트에서 5위를 차지하며, The 1975의 얼터너티브 송 차트 중 최고 순위를 기록하였다. 또한 영국과 오스트레일리아에서도 각각 55위와 34위를 기록하였다. 뉴 뮤지컬 익스프레스에서는 2016년 올해의 노래 2위로 이 노래를 선정하였으며, 피치포크는 2016년 최고의 노래 100곡에서 74위로 선정하였다. 2016년에 개봉한 영화 지랄발광 17세에 사운드트랙으로 사용되기도 하였다.

## 인증
| 국가                               | 인증     | 판매량/출하량 |
| ---------------------------------- | -------- | ------------- |
| 오스트레일리아 (ARIA)              | 골드     | 35,000        |
| 영국 (BPI)                         | 플래티넘 | 600,000       |
| 미국 (RIAA)                        | 골드     | 500,000       |
| 판매량+스트리밍을 기반으로 한 인증 |          |               |